# Округ Минерал (Невада)
Округ Минерал (енгл. Mineral County) је округ у америчкој савезној држави Невада.

## Демографија
По попису из 2010. године број становника је 4.772, што је 299 (-5,9%) становника мање него 2000. године.
| Група             | 2000.         | 2010.         |
| Белци             | 3.555 (70,1%) | 3.271 (68,5%) |
| Афроамериканци    | 242 (4,8%)    | 196 (4,1%)    |
| Азијати           | 41 (0,8%)     | 53 (1,1%)     |
| Хиспаноамериканци | 428 (8,4%)    | 436 (9,1%)    |
| Укупно            | 5.071         | 4.772         |